# Onthophagus quadrituber
Onthophagus quadrituber là một loài bọ cánh cứng trong họ Bọ hung (Scarabaeidae).